# 梅威令
梅威令（英語：William Wykeham Myers，1846年—1920年2月28日），英国人，畢業於蘇格蘭格拉斯哥大學醫學院。畢業後來華擔任海關醫生。1879年來台，在台期間參與擴建慕德醫院（前身為打狗醫院）一事，並開辦臺灣最早的西醫教育。1896年，因其頗為了解臺灣情勢，被日本政府聘用為台灣總督府顧問。

## 生平
梅威令於1868年自蘇格蘭格拉斯哥大學醫學院畢業後即動身來華。在中國福州短期居留後到山東芝罘，1870年開始在芝罘行醫，於1872年取得芝罘海關醫師資格，同年與來自利物浦的妻子Alice May Jones結婚。
1876年梅威令被調至浙江溫州海關，成為溫州第一位海關醫生。
1879年接替去世的海關醫生萬大衛 （David Manson）擔任臺灣打狗海關醫生。並於同年開展台灣最早的西醫教育（1879年-1889年）。
1895年甲午戰爭後，台灣海關歸日本管理，梅威令雖不再任海關醫生，但仍繼續擔任英國領事館醫生及主持慕德醫院，且因在台已久且關注領域不僅限於醫療，被日本聘為台灣總督府顧問同時贈予五等旭日勳章。梅威令在擔任顧問期間曾提出政治與行政相關建言，例如對台人實施安撫政策和縣以下地方制度加入中國傳統的士紳與宗族階級，但被接任民政長官的後藤新平拒絕，後於1899年遭解除顧問職位。
1901年3月梅威令離台後前往上海。不久後北上天津，獲准後在義和團事變與八國聯軍時加入英軍擔任醫生，在洋村作戰時搶救沉船傷患，進入北京後再獲准參加聯軍列隊進入紫禁城的勝利遊行。1901年福州羅星塔錨地海關醫生病故後受海關總稅務司赫德任命遞補，1905年始再兼任英國副領事直至1920年2月28號過世，享年74歲。在福州期間未再有華人相關報導，也無繼續寫作出版之消息。

## 貢獻

### 治療鴉片成癮患者
在海關行醫期間，梅威令著手治療溫州和臺灣的鴉片癮者，且同時參與傳教士關於鴉片隱患和治療方法的討論。

### 進行血絲蟲實驗
曾協助廈門海關醫生萬巴德進行絲蟲病實驗，並對南臺灣的血絲蟲病例進行分析，最後證實萬巴德醫生提出的蚊子可能是瘧原蟲宿主的這一假說是正確的。

### 免費提供痢疾藥物
慕德醫院在台灣痢疾流行的初期，即張貼公告建議本地人就診，並且免費提供藥物，希望讓本地人對醫院產生好感。

### 開辦西醫教育
19世紀，因馬偕、馬雅各等人在台的醫學貢獻，台人較能接受西方醫學態度，但卻因此容易受到假冒西醫傷害，因此在1886年慕德醫院擴建完畢後，梅威令於該醫院開設附設醫學課，希望能夠培養出台灣本土的西醫醫生。
課程採一年四學期制，課程包括解剖學、生理學、基礎化學、一般外科等，經筆試及格再到香港或上海接受醫學委員會之考試（考試委員會成員由當時在華的英、法、德等國名醫和駐華英軍軍醫等共計19人組成），後再回慕德醫院實習一年，修習內科學、產科學、臨床內科學、藥學。最後學員再到香港或上海由國際委員會作專業考試，通過者授予執業証書。
1879 年梅威令招募了兩位台灣本土的學徒，簽下3～4年的合約，令其先修成英文課程後再學醫學專業。兩年之後，梅威令發現學生的語言學習能力無法達到自己的要求，遂決定放棄教授英文，轉而考慮招收有英文基礎的學生。
1883年11月，梅威令從香港招到兩位華人學生：廣東番禺人李荃芬和廣東東莞人陳呈傑。1886年，梅威令再得一名學生，福建海澄人吳傑模。經過兩年學習後，兩名學生在1886年以高分通過在香港的初試，後來新加入的學生吳傑模也在1887年通過考試。三人初試通過後，梅威令北上天津尋求李鴻章的支持，但成立軍醫單位的心願卻因劉銘傳希望能成立在臺北而非打狗因此作罷，改為擔架（戰地）救護班。
1887年8月午師徒4人手持軍刀、臂佩紅十字袖章，開始在李鴻章的武備學堂操場表演了“車營救治死傷之法”。李鴻章於第三次救護班操演時前來檢閱，他對學生的表現給予鼓勵和獎賞，並承諾給與三位學生相關職位。
1888年7月，三人在上海複試皆以優秀的成績通過，在及格證書頒獎典禮上時任考試委員會主任委員愛德華·韓德森(Edward Henderson)表示這三名學生已是合格的醫生。但最後李鴻章並未遵守承諾，三人只能另尋出路。而久久等不到李鴻章來音訊的梅威令，在1888年與1889年之交決定結束進行了九年的醫學教育。

### 倡設電話
1887年9月，梅威令向台灣政府申請設立「地律風」。「地律風」即為英文「telephone」的英譯。梅威令在稟報中指出，架設地律風可以「教導門徒習學，以廣學業」，也能讓民眾「便於請醫，以期速到」。梅威令擬定先從官衙的旗桿上開始架設電話線，「然後沿江懸達至於德人蚶阿之家，一路所過，俱在洋樓租界之內樹樁配挂，並無罣礙民居房舍。」但官員唐贊袞以「查各國通商條約，僅准在各口地方租地蓋屋、設立棧房，起造禮拜堂、醫院、墳塋等事，並末准設地律風明文」的理由予以駁回。

### 個人著述
曾多次於《海關醫學報告期刊》刊登文章，撰寫主題多為他擔任海關醫生時當地的衛生與健康情況，並就相關疾病提出個人醫療見解。
也曾在《格致彙編》上連載三期〈種蔗製糖略論〉長文，並撰寫內容不盡相同的英文版，由英國領事霍必瀾收入「1890年台南貿易年報」作為附錄。

#### 出版書籍
1889年，出版《呈醫學教育計畫報告書》(Report to the Subscribers to the Medical Education Scheme)一書，主要報告了自1879年起開始的十年華人學生醫學教育計畫，以及各界捐款和經費之核算。

## 爭議

### 醫學教課及考試上的爭議

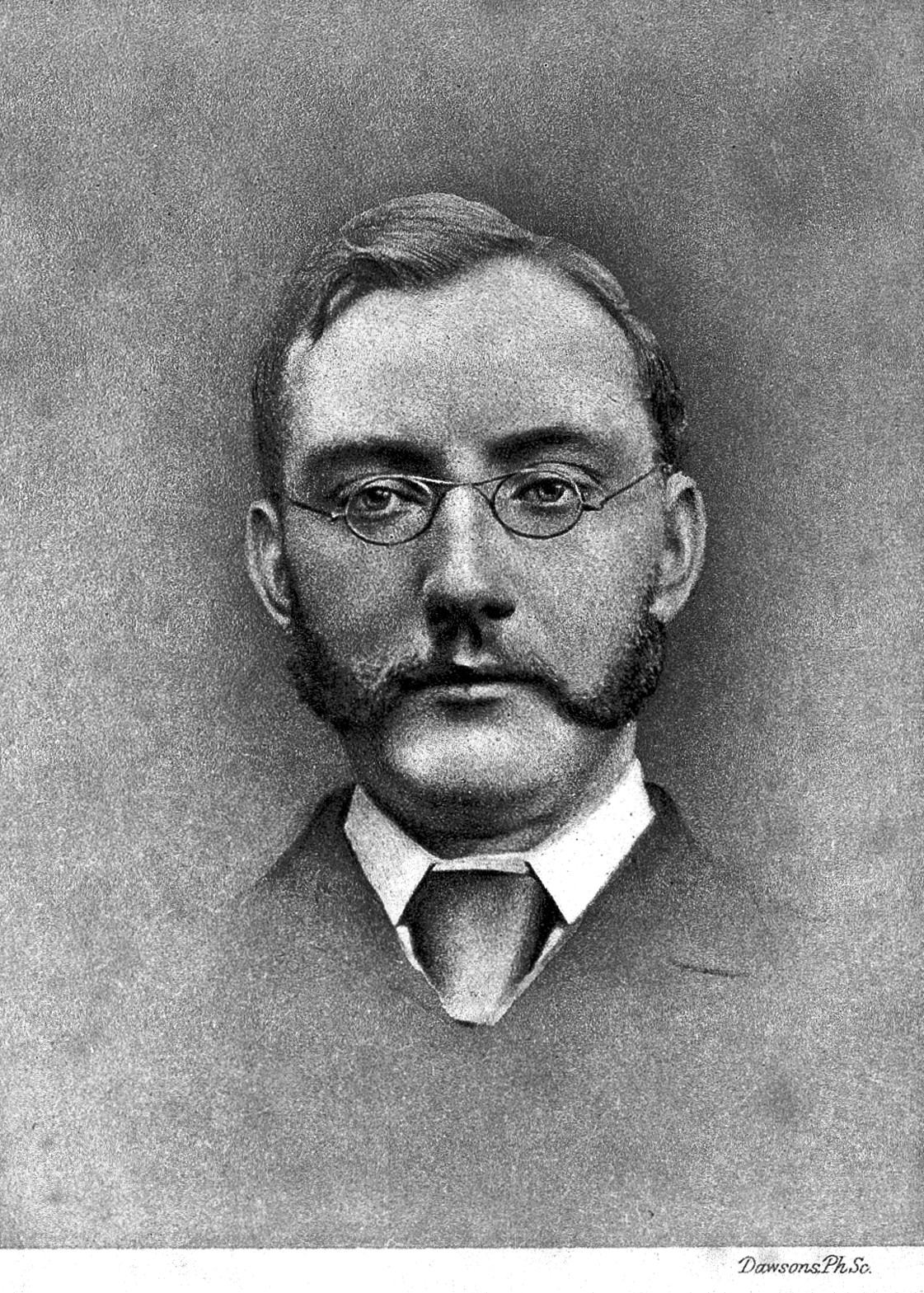
馬根濟肖像圖

從1887年8月至1888年9月，梅威令一邊在臺灣培訓弟子戰地救護訓練，一邊持續通過媒體影響，擴散李鴻章已認可的資訊，製造既成事實，並不時地對醫學傳教的教育方式和結果提出批評：認為他們只教給中國學生簡單使用藥物的方法和醫療器具操作的技巧。醫學傳教士也隨即奮起反駁並且對他的教學方式進行抨擊；此外，也有昔日的同行對他提出了質疑。他們從技術上對梅威令的教育模式進行攻擊，包括他在“一人教學法”上的缺陷、教學上的局限，甚至對試題內容以及學生資格提出質疑。最終，梅威令敗下陣來。但在1889年，一切塵埃落定後，梅威令還是出版了《呈醫學教育計畫報告書》解釋自己的計畫。《呈報告書》沒有直接將失敗的原因歸之于醫學傳教士，僅是委婉地批評醫學傳教模式的局限。

#### 考試模式
1887年9月，上海一份發行不到半年的醫學雜誌——「博醫會報」同時刊發兩篇了與梅威令考試相關的文章，作者都是身為醫學傳教士的馬根濟（John Kenneth MacKenzie）。在《在華醫學教育》一文中，馬根濟先稱1887年7月19日「字林西報」報導的（梅威令詳細地記錄了考試的所有經過，並將全部考題公之於眾）梅威令考試讀起讓人感覺有點像“小說”。

#### 教學方式與教科書
馬根基也對考試學生的成果與資格提出質疑，認為憑醫學傳教士多年的教學經驗可知，中國學生即便懂英文，也難過醫學英語的關卡，比如英文教科書的閱讀、接觸最新醫學刊物發表的論文等。同時也劍指梅威令的學生用的是醫學傳教士所譯之中文教科書，而非正規教科書，如此又如何能獲得與歐洲相等的文憑。

#### “一人教學法”
曾為梅威令同事的萬巴德 ，在一場他主持的香港華人西醫書院開學致詞中，將梅威令與較早的合信（Benjamin Hobson）、嘉约翰（John Glasgow Kerr）及馬根濟三人相提並論，他首先對他們幾人於華人的醫學教育的奉獻表示敬佩，但隨後也批評他們單槍匹馬的行動成果有限。萬巴德認為：他們的小學校完全仰賴一個人，因此隨時都可能會中斷、消失。而1888年8月13日香港的《德臣西報》更是出現了“......一個人不可以自以為甚麼都可以教的，即使他有的是時間。”針對「一人教學法」的嚴厲批評。
不過梅威令本人亦在他所編印的結束報告中為大家批評的「一人教學法」做出辯駁，他認為：只要這種方式確實能達到教學效果，就沒有什麼可以苛責的，且他的這種採用個別指導的教學方式使得師生間得以維持長期而密切的關係，也比西方醫學教育通常採用的班級上課演講方式更有助於學習，更適合處於剛起步的中國西醫教育。且表示：事實勝於雄辯，就結果而言，他的學生經過了許多卓越的考官考驗合格，其醫學知識水準是一點也不容置疑的。

### 對日本政府之批評與爭議
1899年，梅威令遭到日本解除顧問一職後，在上海接受《北華捷報》訪談時，直率批評日本對台政策和談論總督與民政長官人格特質與作風的不同。該兩千字報導與後續補上的一千字社論引起台灣總督府不滿，由官員投書《北華捷報》表示梅威令的言論為無稽之談，並譴責他迴避自己遭免職之事。